# Calathea panamensis
Calathea panamensis là một loài thực vật có hoa trong họ Marantaceae. Loài này được Rowlee ex Standl. mô tả khoa học đầu tiên năm 1925.